# Mistrzostwa Polski w Łyżwiarstwie Figurowym 2005
Mistrzostwa Polski w łyżwiarstwie figurowym na sezon 2004/2005 odbyły się w dniach od 17 – 19 grudnia 2004 w Opolu na lodowisku Toropol.
Zawody te były częściowo oceniane nowym systemem – dla kategorii Seniorów i Juniorów. Juniorzy Młodsi oraz formacje łyżwiarskie oceniane były starym systemem.

## Wyniki
Pełne wyniki dostępne są na stronie PZŁF

### Seniorzy
| Kategoria     | złoto                                 | srebro              | brąz             |
| ------------- | ------------------------------------- | ------------------- | ---------------- |
| Soliści       | Maciej Kuś                            | Przemysław Domański | Krzysztof Komosa |
| Solistki      | Ilona Senderek                        | Magdalena Leski     | Maria Mordarska  |
| Pary taneczne | Aleksandra Kauc & Michał Zych         | –                   | –                |
| Pary sportowe | Dominika Piątkowska & Dmitrij Chromin | –                   | –                |

### Juniorzy
| Kategoria     | złoto                        | srebro                               | brąz                                    |
| ------------- | ---------------------------- | ------------------------------------ | --------------------------------------- |
| Soliści       | Maciej Cieplucha             | Mateusz Chruściński                  | Janusz Karweta                          |
| Solistki      | Joanna Sulej                 | Agata Srokowska                      | Laura Czarnotta                         |
| Pary taneczne | Joanna Budner & Jan Mościcki | Milena Szymczyk & Maciej Bernadowski | Joanna Krysztofiak & Bartłomiej Witczak |
| Pary sportowe | –                            | –                                    | –                                       |

### Juniorzy Młodsi
| Kategoria     | złoto                              | srebro                               | brąz               |
| ------------- | ---------------------------------- | ------------------------------------ | ------------------ |
| Soliści       | Sebastian Iwasaki                  | Kamil Białas                         | Edwin Siwkowski    |
| Solistki      | Paulina Zembrzuska                 | Emilia Denis                         | Julia Szczerbowska |
| Pary taneczne | –                                  | –                                    | –                  |
| Pary sportowe | Krystyna Klimczak & Janusz Karweta | Aneta Michałek & Bartosz Paluchowski | –                  |

### Formacje Łyżwiarskie
W łyżwiarstwie synchronicznym, zawody odbyły się jedynie w kategorii Juniorów.
1. Amber Dance

2. Lilice